# Moshupa
Moshupa es una ciudad situada en el distrito Sur, Botsuana. Se encuentra a 60 km al oeste de Gaborone. Tiene una población de 20.016 habitantes, según el censo de 2011.
Los habitantes de Moshupa se llaman bakgatla-ba-ga mmanaana. El pueblo se encuentra cercano a una cadena montañosa. El jefe de la aldea se llama Kgosi Kgabosetso Mosielele. Hay tres colegios y una escuela secundaria en Moshupa.[cita requerida]